# 정릉천
정릉천(貞陵川)은 서울특별시 성북구 정릉동 북한산 남쪽에서 발원하여 현재는 복개된 월곡천과 만난 후 남쪽으로 흘러 청계천으로 합류하는 지방하천이다. 정릉로21길 분기 지점부터 종암사거리까지의 구간은 복개되어 정릉로로 이용되고 있으며, 그 이후의 구간은 내부순환로가 하천을 따라 뻗어 있어 생물 서식공간으로서의 역할이 매우 제한되어 있다.